# Schloss Ahrenthal

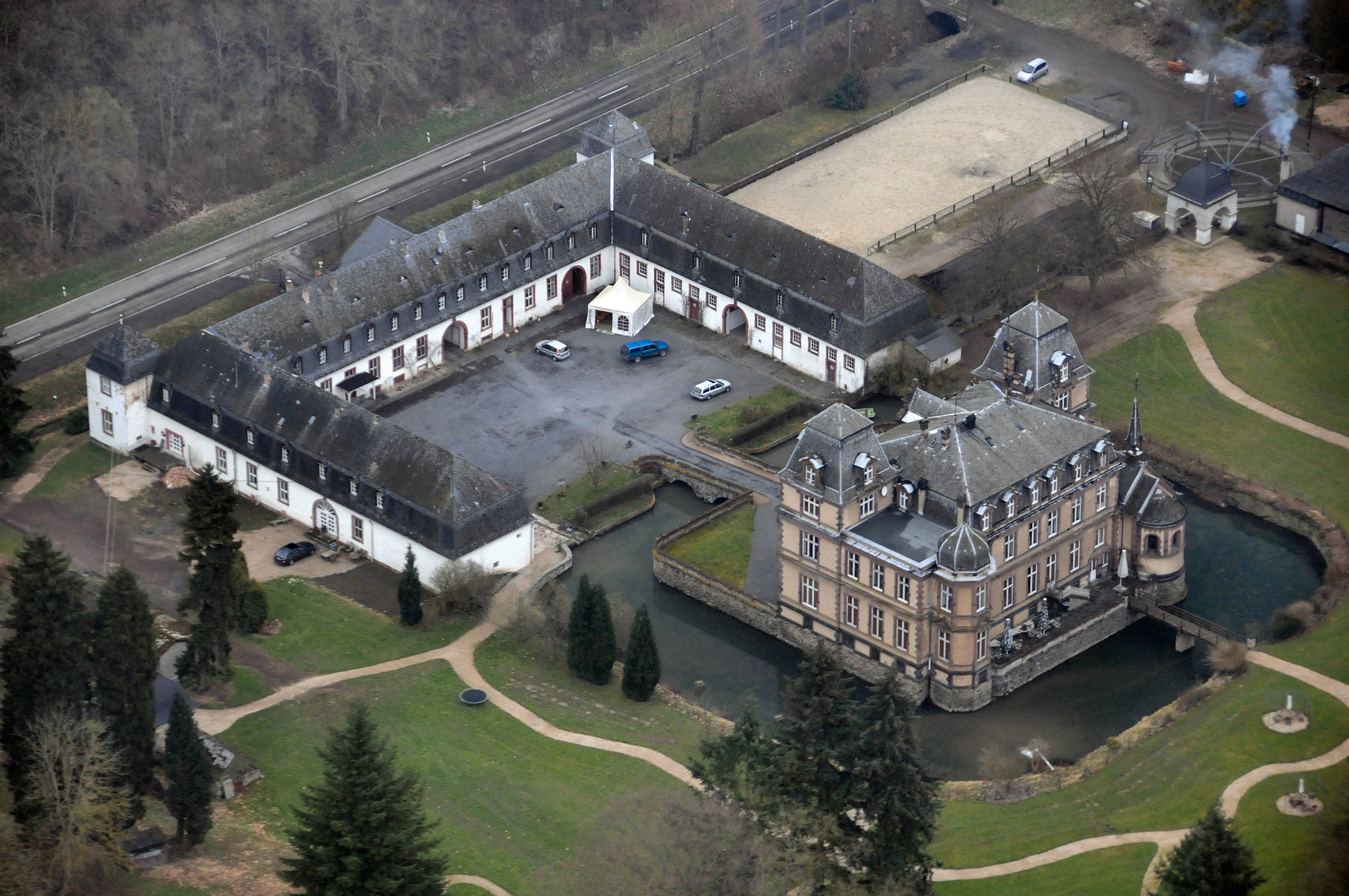
Luftbild der Ahrenthaler Schlossanlage

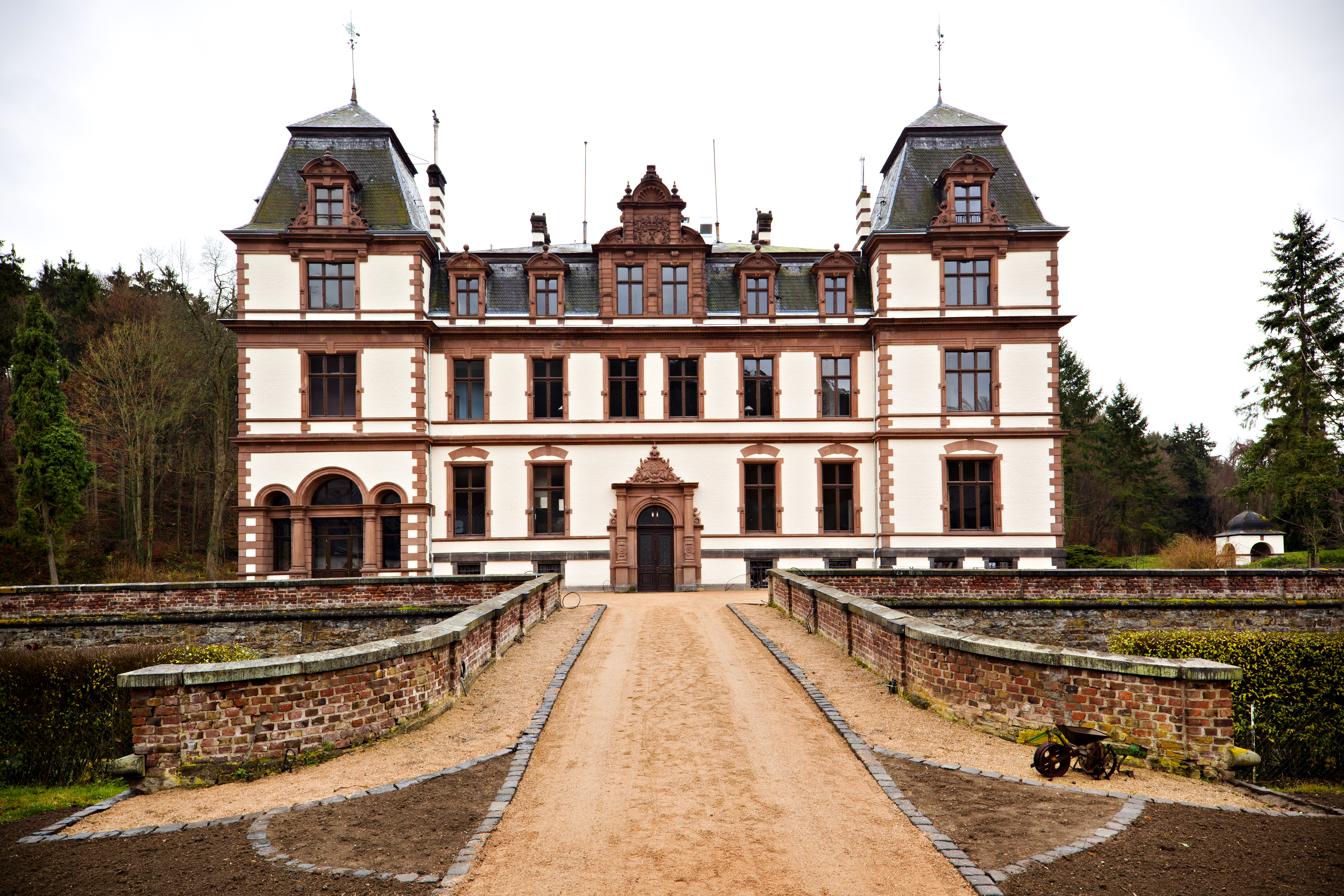
Hauptgebäude von Schloss Ahrenthal

Das Schloss Ahrenthal, früher Ahrendahl genannt, ist ein Wasserschloss im Harbachtal zwischen Sinzig und dessen Stadtteil Franken in Rheinland-Pfalz. Sein Name geht auf den Aar (=Adler), das Wappentier seines Erbauers, den Reichsministerialen Rolman I. von Sinzig zu Ahrendahl (auch Roilman vom Turne zu Sinzig genannt), zurück. In preußischer Zeit war es ein landtagsfähiges Rittergut. Heute dient die Anlage als Seminarzentrum und kann nur von außen besichtigt werden.

## Geschichte
Auf allodialem Besitz um 1330/31 als Wasserburg erbaut, fand die Anlage im Mai 1331 unter der Bezeichnung Bovendorf erstmals urkundliche Erwähnung, als der Ritter Rolman I. von Sinzig sie dem Kölner Erzbischof Heinrich II. von Virneburg zu Lehen auftrug. Rollmanns Sohn Heinrich erhielt 1336 von Kaiser Ludwig IV. die Erlaubnis, seinem Kölner Lehen eine Vorburg hinzuzufügen und die Anlage mit einer Zugbrücke sowie einer Wehrmauer zu befestigen. Im Dezember 1353 folgte die kaiserliche Genehmigung eines weiteren Ausbaus. Zu jener Zeit vollzog sich auch allmählich der Namenswechsel von Bovendorf zu Ahrendahl. Die Burgherren aus der Familie von Sinzig nannten sich fortan nur noch nach diesem Besitz. Ab dem Jahr 1356 wurden die Gebäude im Vorburgareal als Reichslehen geführt. Heinrich II. von Ahrenthal (1380–1428) und sein Bruder Salentin teilten den Burgbesitz untereinander auf. Heinrich II. starb ohne männliche Nachkommen, und so gelangte sein Teil an der Wasserburg durch Heinrichs Tochter Margarete, die mit Otto Heinrich von Wiltberg verheiratet war, an die Familie ihres Mannes. Die gemeinsamen Eigentümer regelten das Zusammenleben auf der Burg 1427 durch einen Burgfriedensvertrag, der auch ein wenig über das Aussehen der damaligen Anlage Auskunft gab. Demnach war das mittelalterliche Hauptgebäude ein Wohnturm mit fünf Stockwerken und einem Kellergeschoss. Sowohl Vor- als auch Kernburg waren durch einen eigenen Wassergraben gesichert. An dieser Anlage wurden im Jahr 1436 und von 1474 bis 1481 Bauarbeiten vorgenommen.

Grundriss des Hauptgebäudes im 17. Jahrhundert

1512 starben die Herren von Sinzig zu Ahrendahl in der männlichen Linie mit Kunibert aus, und die damalige Burganlage kam vollständig an die von Wiltberg. Sie ließen den spätmittelalterlichen Wohnturm im 16. Jahrhundert durch ein dreiflügeliges, kastellartiges Gebäude im Stil der Renaissance mit vier runden Ecktürmen ersetzen. Teile der Vorgängeranlage wurde dabei in den Neubau einbezogen. Die Grundfläche des großen Südflügels nahm fast 2/3 der Gesamtgrundfläche ein. Die gebäudelose Nordseite war durch eine starke Mauer abgeschlossen. Durch den unerwarteten Tod Adolfs von Wiltberg im Jahr 1621 starb die Familie aus. Als nächster Burgbesitzer ist ab 1631 Friedrich Wilhelm von Efferen bezeugt. Er konnte schon 1617 anwartschaftlich die Belehnung für sich erwirken, doch erst 14 Jahre später wurde die Belehnung endgültig. Nach dem Tod Friedrich Wilhelms 1639 kam die Anlage an die Freiherren von Hillesheim, die aus dem Bergischen stammten und im April 1712 in den Reichsgrafenstand erhoben wurden. Erster Besitzer Ahrenthals aus dieser Familie war Wilhelm von Hillesheim, der am 28. Januar 1641 mit der Burg belehnt wurde. Er konnte sich gegen Belehungsansprüche der Familie Wiltberg durchsetzen, weil die von Wiltbergs seiner Familie 2800 Taler schuldeten. Dabei handelte es sich um eine nicht ausgezahlte Mitgift für Friedrich Wilhelms Großmutter Anna von Carthausen, geborene von Wiltberg. 1651 stürzte etwa die Hälfte des renaissancezeitlichen Hauptgebäudes und der Turm des Brauhauses ein. Wilhelm von Hillesheim war an jenem Tag nicht zugegen, seine Frau Catharina von Syberg konnte sich mit den gemeinsamen Kindern wohl unverletzt retten. Für einen Wiederaufbau fehlte jedoch das Geld, und die Burgherren zogen wohl nach Niederbach. Spätestens seit 1668 war die Burg nicht mehr bewohnt, weil auch der übriggebliebene Teil des Wohngebäudes nunmehr einsturzgefährdet war, aber ein Turm der Renaissanceburg stand immerhin noch bis in das 19. Jahrhundert.

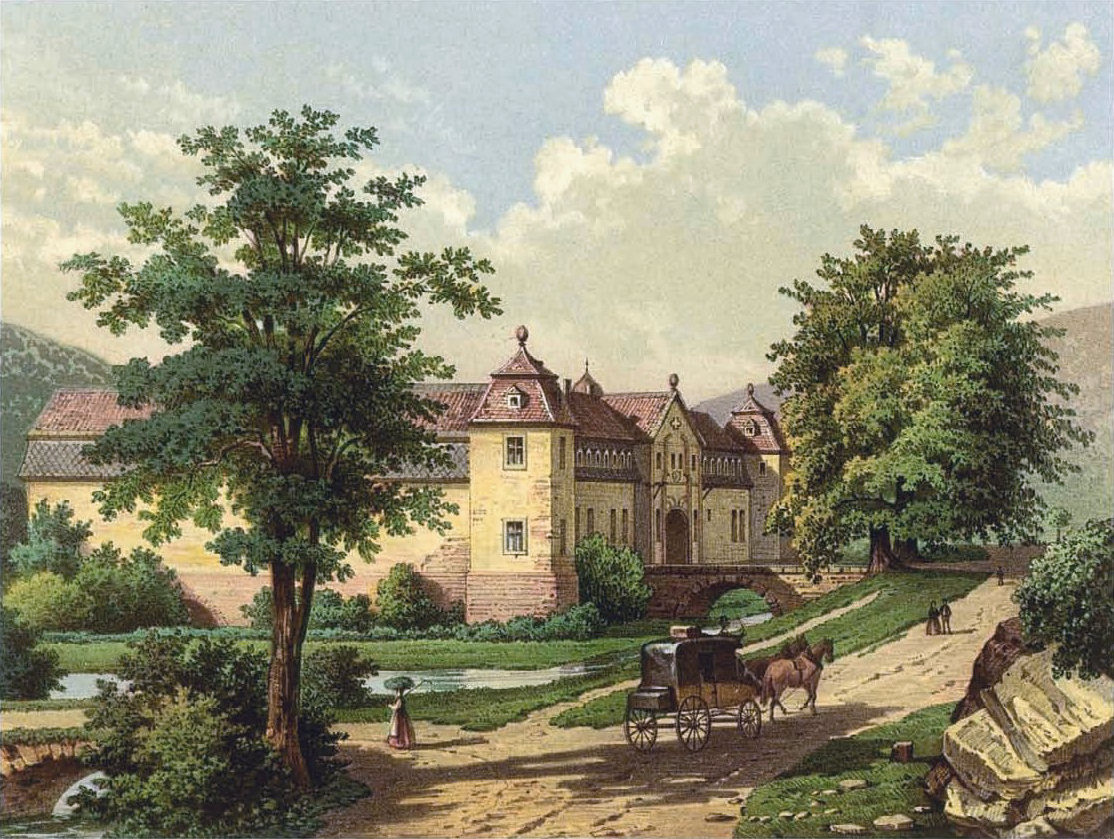
Schloss Ahrenthal auf einer Lithografie von etwa 1870

1428 waren die Lehnsrechte über Ahrenthal zusammen mit einer Pfandschaft über Sinzig an den Trierer Kurfürsten gegangen. Seine Nachfolger als Lehnsherren wurden im 16. Jahrhundert die Jülicher Herzöge. Im Jahr 1702 endete die Lehnsabhängigkeit Ahrenthals vom Herzogtum Jülich, und die Herrschaft wurde unmittelbares Reichslehen. 1728 begann Franz Wilhelm Caspar von Hillesheim mit einer Um- und Neugestaltung der Gebäude. Die Pläne dazu lieferte der kurpfälzische Hofbaumeister Johann Adam Breunig, nach dessen Entwürfen auch das Schwetzinger Schloss gebaut wurde. Die Planung begann bereits um das Jahr 1720. Zwei Zeichnungen von Franz Born aus dem Jahr 1722 zeigen die vorgesehenen Neubauten: Ein dreiflügeliges Schloss mit achteckigen Pavillontürmen an den Ecken öffnete sich mit der unbebauten, vierten Seite zu einer Vorburg in Hufeisenform. Umgeben waren die Gebäude von einer barocken Gartenanlage. Bis zum Tod des Bauherrn im Jahr 1748 wurde von dem großzügig vorgesehenen Umbau jedoch nur der dreiflügelige Wirtschaftstrakt und in Ansätzen der Schlossgarten realisiert. Der eigentliche Schlossbau kam nicht mehr zur Ausführung, weil die weiteren Baumaßnahmen von Wilhelms Sohn, Wilhelm Ernst Gottfried von Hillesheim, zurückgestellt wurden.
Da der neue Eigentümer Ahrenthals 1785 ohne Nachkommen verstarb, kam die Anlage über seine älteste Schwester Anna Elisabeth Augusta Maria durch Heirat im Januar 1756 mit Ambrosius Franziskus von Spee an die Familie der Grafen von Spee und ist bis heute in deren Besitz. Ambrosius Franz residierte auf Schloss Heltorf, dem Stammsitz seiner Familie, und zeigte deshalb wenig Interesse an dem Ahrenthaler Besitz. Er wurde deshalb nur leidlich gut unterhalten. Erst unter Wilhelm Reichsgraf von Spee änderte sich dies. Er ließ um 1890 das ruinöse Renaissancegebäude abreißen und an seiner Stelle heutige Schlossgebäude nach Plänen der Architekten Bernhard Tüshaus und Leo von Abbema aus Düsseldorf errichten. Der Plan, Schloss Ahrenthal in ein Familienfideikommiss umzuwandeln, kam durch den Ausbruch des Ersten Weltkriegs nicht mehr zur Ausführung.

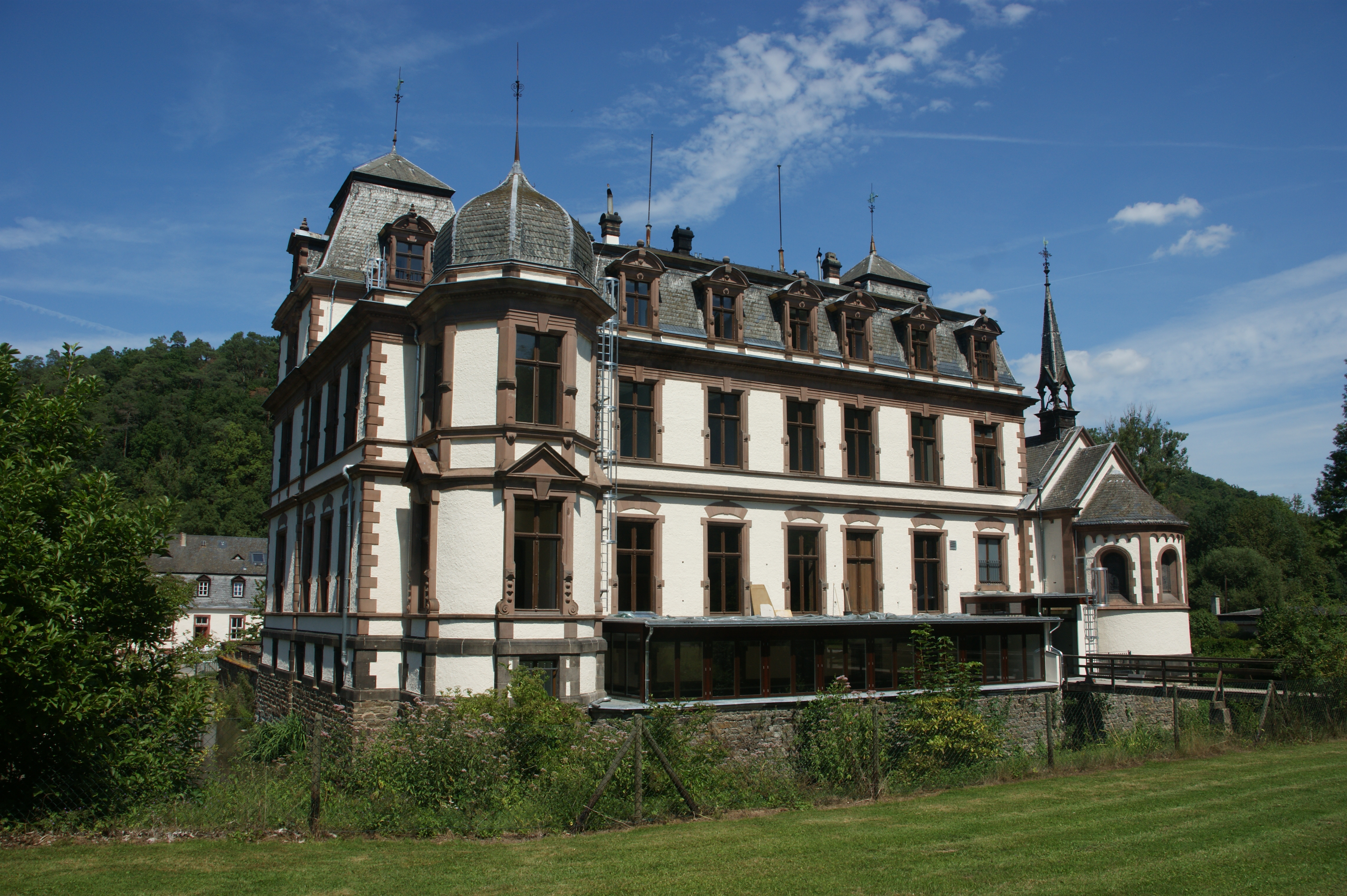
Südfassade des Hauptgebäudes nach den Instandsetzungsarbeiten ab 2004

Nachdem die Gebäude der Vorburg 1920 bis auf die Außenmauern abgebrannt waren, wurden sie zwar wieder aufgebaut, doch wurde weitgehend auf ihren Innenausbau verzichtet. Auch die ursprüngliche Form der Dächer wurde nicht wie das barocke Original, sondern mit um zwei Meter höhem First wiedererrichtet. Von 1921 bis 1923 investierte die Familie von Spee die inflationsbedingt hohe Summe von drei Millionen Mark, um das Schlossgebäude zu modernisieren und dort Elektrizität zu installieren. 1954 stürzte durch Druck des angrenzenden Berghangs die Remise, der sogenannte Schafstall, ein. Als am 27. Dezember 1973 auch noch der östliche Eckturm der Wirtschaftsgebäude zusammenbrach, ging weitere historische Bausubstanz verloren. Die Eigentümer ließen den Turm aber 1981 wiederaufbauen. Ab Anfang der 1990er Jahre waren in der Vorburg Gewerbe angesiedelt, außerdem konnten dort Räumlichkeiten für Veranstaltungen und Feiern angemietet werden. Auch die Schlosskapelle am Wohnhaus stand für Trauungen zur Verfügung. Im Jahr 2004 begannen umfassende Sanierungs- und Restaurierungsarbeiten am Hauptgebäude, das bis zu jenem Zeitpunkt sechs Wohnungen beherbergte. Nach Abschluss der Arbeiten konnten auch einige Räume im Erdgeschoss des Herrenhauses für Veranstaltungen gemietet werden. Seit 2011 werden die Gebäude der Schlossanlage als Seminarzentrum genutzt, wobei die in Ahrenthal schon länger betriebene Reitanlage erhalten blieb.

## Beschreibung

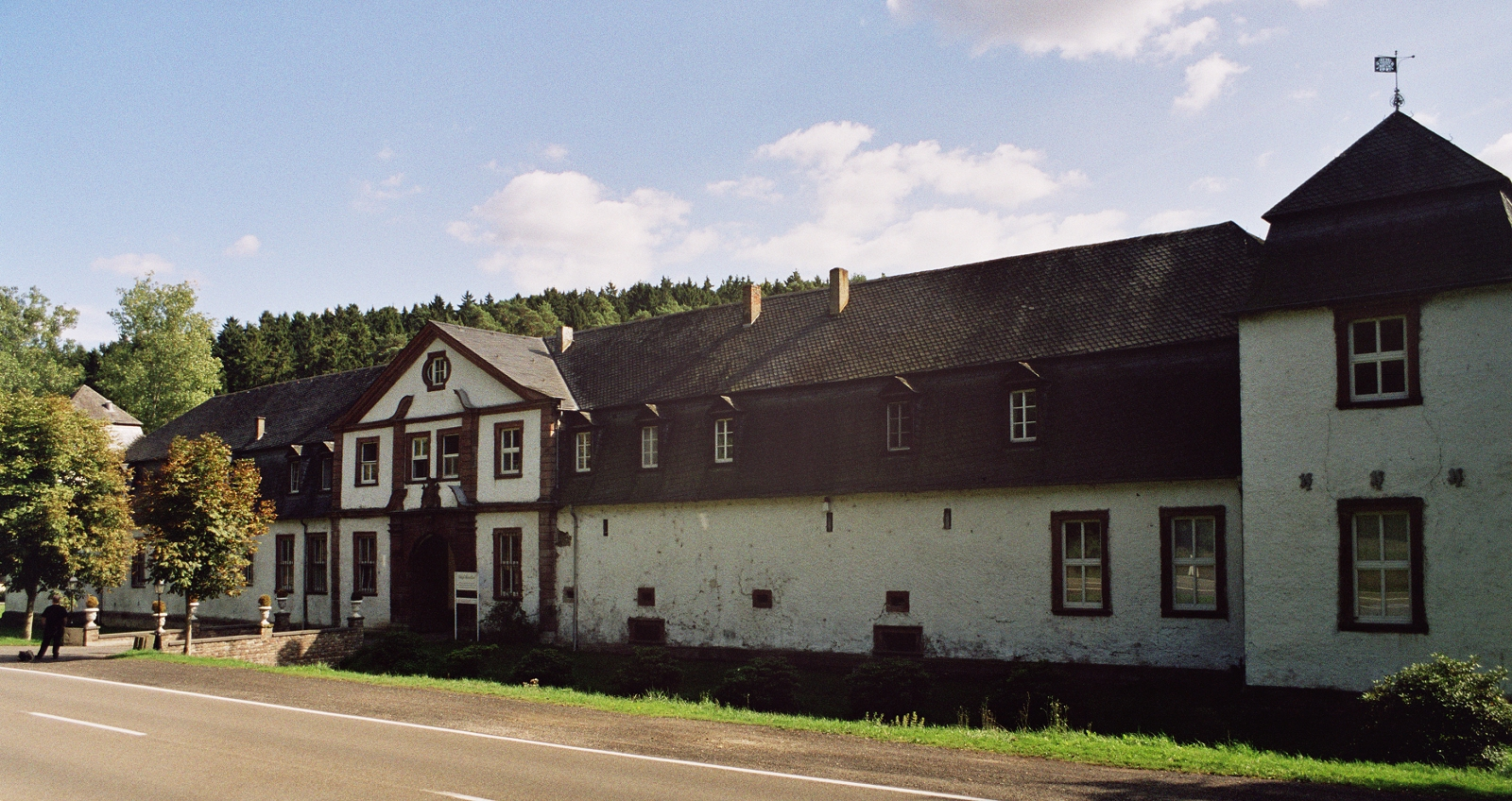
Nordflügel der Vorburg

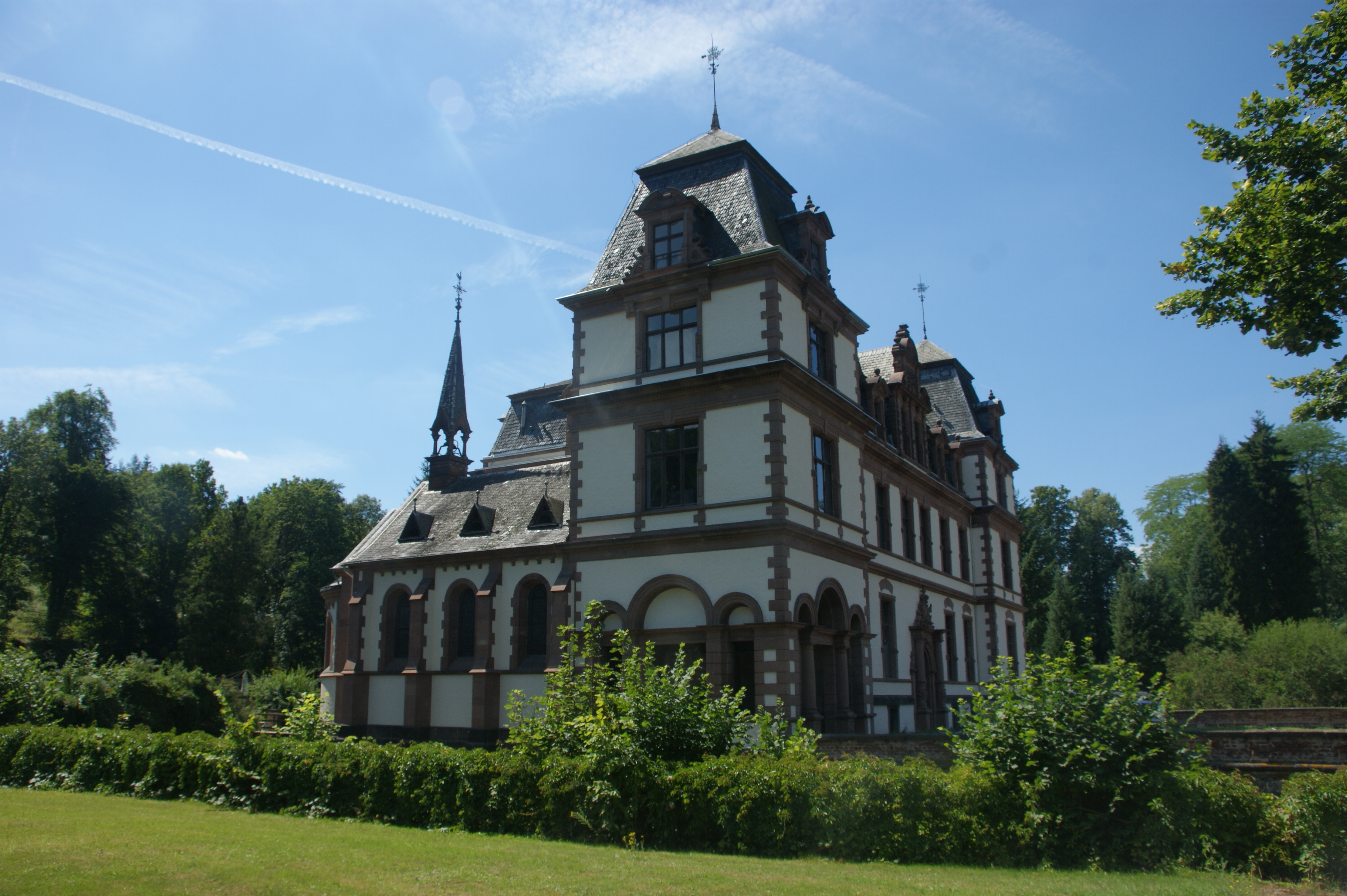
Hauptgebäude des Schlosses, Ansicht von Nordosten

Die Schlossanlage besteht aus einer dreiflügeligen, nach Süden hin geöffneten Vorburg und einem historistischen Herrenhaus. Umgeben sind die Gebäude von einem Schlosspark im Stil eines englischen Landschaftsgartens, der durch Umgestaltung aus einem barocken französischen Garten hervorging. An drei seiner vier Ecken stehen kleine Eckpavillons mit quadratischen Grundriss und glockenförmigem Dach.
Die Vorburg stammt im Kern noch aus dem 18. Jahrhundert, wurde jedoch in den 1920er Jahren verändert. Sie ist an drei Seiten von verlandeten Wassergräben umgeben, die das einzige sichtbare Relikt der mittelalterlichen Vorgängeranlage sind. Die eingeschossigen Flügel der Vorburg besitzen hohe, schiefergedeckte Mansarddächer. Die Fenster- und Türgewände aus rotem Sandstein heben sich gut vom verputzten und weiß getünchten Mauerwerk ab. Im nördlich gelegenen, zentralen Mittelflügel dessen Ecken von zweigeschossigen Viereckstürmen markiert werden, findet sich das große, aufwändig gestaltete Rundbogenportal in einem dreiachsigen Mittelrisalit mit bekrönendem Dreiecksgiebel. Der Risalit wird durch Lisenen vertikal gegliedert, während Gesimse für eine horizontale Gliederung sorgen. Das Gesims über dem Portal trägt einen steinernen Wappenstein.
Das zweigeschossige Herrenhaus im Stil der Neorenaissance steht auf einer etwa 36 m × 40 m messenden Schlossinsel, die von einem bis zu 15 Meter breiten Wassergraben umgeben ist. Über diesen führt eine zweibogige Steinbrücke zum rundbogigen Portal an der Nordseite, deren Fassade durch Fenster in sechs Achsen unterteilt ist. Der Eingang liegt in den mittleren beiden Achsen des Hauses und wird von zwei Säulen flankiert. Darüber finden sich – in Stein gemeißelt – die Initialen des Erbauers Wilhelm von Spee sowie die Jahreszahl 1890. Im Dachgeschoss sind die beiden mittleren Fensterachsen durch einen kleinen Giebelaufbau nochmals besonders betont. Die zwei Stockwerke des Gebäudes erheben sich auf einem hohen Sockelgeschoss und sind von einem Mansarddach abgeschlossen. Durch profilierte Gesimse sind die einzelnen Etagen von außen gut auszumachen. Die Mauern aus Sandstein sind hell verputzt und besitzen rote Eckquaderungen. Dieses Rot wiederholt sich in den Fenster- und Türgewänden aus Haustein. An der Nordseite stehen zwei dreigeschossige Ecktürme, an die sich nach Süden entlang der Schmalseiten des Mittelbaus zwei Seitenflügel anschließen. An der Südwest-Ecke des Herrenhauses steht ein polygonaler Turm mit einer Haube in gleicher Form wie der Turmgrundriss. Der Bau an der östlichen Seite ist die Schlosskapelle im Stil der Neoromanik mit einem hohen, schmalen Dachreiter mit Glocke. Ihre Apsis an der Südost-Ecke des Gebäudes ist gewissermaßen das Pendant zum polygonalen Turm an der Südwest-Ecke. Dazwischen befindet sich eine überdachte Terrasse, die an der Südseite mit einer niedrigen Mauer zum Wassergraben hin abgeschlossen ist. Eine Brücke führt von dort in den Garten.